# デザエモン
デザエモンとは、株式会社アテナによって開発、発売されたシューティングゲームコンストラクションソフトウェアである。
内蔵された独自のツールを用いてユーザー自身が音楽やグラフィックなどを製作してシューティングゲームを作り、プレイすることが出来る。本ソフトウェアを使用したコンテストも開催された。
本シリーズの開発は、アテナ創設者の中村栄らが中心となって行われた。

## シリーズ一覧
- 絵描衛門（デザエモン）：ファミリーコンピュータ（1991年9月13日発売）
- デザエモン：スーパーファミコン（1994年9月30日発売）
- デザエモン+（デザエモンプラス）：PlayStation（1996年5月24日発売）
- デザエモン2：セガサターン（1997年10月9日発売）
- デザエモン3D（デザエモンスリーディー）:NINTENDO 64（1998年6月26日発売）
- デザエモン Kids!（デザエモンキッズ!）：PlayStation（1998年10月22日発売）
  - SuperLite 1500 シリーズ〜デザエモン Kids!：PlayStation（2000年8月24日発売）

## それぞれの作品の特徴

### 絵描衛門（デザエモン）
シリーズ1作目となる『絵描衛門』は、ファミリーコンピュータ用ソフトとしては珍しいゲーム制作ツールである。
3ステージの縦スクロールシューティングを製作可能。フォント以外のグラフィック、音楽などはすべて自作のものと置き換え可能。シューティングゲームはバルカン、ミサイル、レーザーの3系統の攻撃と、スピードアップ、バリア、オプションのパワーアップが可能な、ライフ無し残機制のルール。
制約は多いものの、後継作に通じる構築の原型は既に完成されている。自機のサイズは16×16ドット。パワーアップアイテムや自機や敵の弾、爆発パターンなども同一のカテゴリでエディットされる。自機のパワーアップの性能などを指定することはできない。
ステージごとに4つまでのアニメパターンを作ることが可能な4種類のザコキャラクター（サイズ16×16）、倒すとランダムにパワーアップアイテムを出す中ボス1種類（32×32）、ステージ最後に登場するボス1種類（48×48）が使用できる。それぞれ動きのパターンやスピード、弾を打つパターンや激しさが指定できる。
背景は16×16サイズの絵16種類を組み合わせて構成する。
16×16ドットの絵1枚に使える色数は透明を含む4色のパレットで、自機やパワーアップ、敵、背景、タイトルロゴなどのカテゴリによってそれぞれ3パレットが使用できる。
音楽は24音色から選べるメロディーA、B（矩形波チャンネル）とドラムパターン（ノイズチャンネル）のC、固定された音色（三角波チャンネル）のDの4音が使用可能。後のシリーズと違い、1つのパートに複数の音色を使うことはできない。テンポは任意に指定可能だが、曲の途中で変更することはできない。音楽は12小節で終了し、途中で切ってのループは不可能。また、小節を越えて音を続けることができない。6曲がセーブ可能。
中村は開発したきっかけとしてMSXマガジンによる制作ツール『吉田工務店』を挙げている。
また、開発中にバックアップ用のメモリが不足する事態が生じた際に、任天堂から大容量RAMを提供されるということも起きており、中村は2022年のインタビューの中で、任天堂側も新しい何かを求めていたのだろうと推測している。

### 描いて・作って・遊べる デザエモン
機種は、スーパーファミコン。2016年1月12日に、プロジェクトEGGでも配信された。
ステージ数6個の縦シューティングが製作可能。スーパーファミコンマウス対応。キャラクターのカテゴリ毎に29791色中15色（+透明色）が使用可能。キャラクターのサイズや種類など、前作から格段に性能が上がっている。音楽は楽器アイコンを譜面に並べることによって、16小節分の曲が作曲できる。最小クォンタイズは1/16で、また三連音符などの長さには設定できない。ビートは4/4固定。最大発音数は2音までだが、音色を途中で変更することが自由で、別個にリズムや伴奏を鳴らすことも可能。
フォントは原則固定だが、裏技によって起動時に使用フォントを数種類の中から選べる。
サンプルゲームとして、同社のシューティングゲーム『大王（DAIOH）』の関連的作品DAIOH GALEが収録されている。裏技で使用可能になる隠しサンプル曲の中に、大王の曲（アレンジされており短縮されている）が収録されている。
この他、オリジナルの曲が数曲、デザエモンのセーブデータにエラーが発生した時の警告曲、プロ麻雀 極IIや、アテナのハテナといったアテナ製のゲームBGMのアレンジ曲、その他クラシック曲や民謡などのアレンジ曲（「小フーガ ト短調」「モルダウ」「白鳥の湖」「さくらさくら」「わらの中の七面鳥」など）が収録されている。またこれらの曲は以下のデザエモン+にも入っており、同様のコマンドで使うことが可能である。
スーパーファミコン版のパッケージの裏に書いてあったキャッチコピーは「君だけのオリジナルゲームが作れる、遊べる、プロ仕様のゲームデザインソフト登場!!」である。

### デザエモン+
機種は、PlayStation。2008年1月30日に、ゲームアーカイブスでも配信された。
デザエモンの機能パワーアップ版で、拡大縮小や回転などの機能が搭載されており、それに基づき前作で必要だったミサイルの回転アニメーションは作る必要がなくなっている（逆に、角度によって見え方が違うようなミサイルを描くことはできなくなった）。
アイテムの出現順が変更され、またカスタマイズできるようになった。このため、前作のゲームをそのまま今作に移植すると、ゲームバランスが異なる。
自機の発射できる武器にバリエーションが増えた。
ステージ数は最大5ステージに減少。設定によってはより少ない数のステージ構成でも可能となる。コンテストの上位作品では、グラフィックの質を高めるために最初や最後のステージを極端に短く作る作品が多く見られた。
音楽部の仕様変更が最も大きい。別音源をもとにサンプリングしなおされており、音質は向上したといえるが、音量バランスがだいぶ異なる。特にディストーションギターやシンセサイザーのニュアンスが大きく異なる。音色はコードブラスがクラッシュシンバルに、グロッケンがテナーサックスに変更されている。エレキトリックピアノとピッコロ（フルート）が一オクターブ低い音に変更されている。上パートと下パートでパンの割り振りが異なるようになった。伴奏のボイス数が増え、ベースを加えた際に高音パートが消えなくなった。これら改良点によって、前作の音楽をそのまま流用しようとすると違和感が出る（新音源の特徴をつかんで、新たに作曲する分には問題ない。むしろ前音源では不可能だった曲想が可能）。作成したBGMを背景に流しながらコンテスト作品のページに飛ぶと、クラッシュシンバルがコードブラスに、テナーサックスがグロッケンに変化して再生される。
サンプルゲームのDAIOH GALEも、仕様変更に合わせて改変されたものが収録されている。裏技によって前作のDAIOH GALEもプレイできる。また、DAIOHにとらわれず新機能を積極的に使用した別サンプルゲーム「OMAKE POWER STORM」も裏技によってプレイできる。
過去2度のデザエモンコンテストに入賞した作品がいくつかプレイできるが、デモ映像のみ収録されている作品もある。

### デザエモン2
機種は、セガサターン。
ステージ数10個まで作成可能、256色パレットでの描画、他に音色の増加など、かなりの機能がパワーアップされているが、セガサターン本体の内蔵バックアップメモリの容量や、パワーメモリでは、容量が大幅に不足するため、機能を100%使用するにはサターンFDDが必要となってくる。ポリゴンレンダリングから、キャラクターのドット絵を作成する機能等が搭載されている。本作から横スクロールタイプのSTGが制作可能になる。

### デザエモン3D
機種は、NINTENDO 64。
5ステージのシューティングゲームを製作することが可能。自機や敵機、背景などはすべて3Dで描画されるが、ゲームシステムとしては2Dである（正確には、2.5D）。なお、3Dモデルはテクスチャ貼りも含めて自作可能である。3Dであることのメリットを利用し、カメラを調整することでクォータービュー、トップビュー、サイドビューにしたり好きな方向へスクロールさせることが可能であり、これらをさらに利用することで細かい演出や派手なデモシーンも制作可能だが、NINTENDO64のカートリッジのセーブ容量の制約で、自作できる部分が大幅に制限されており、様々な機能が事実上使えない状態になってしまっている。
このソフトは64DDに対応しており、ディスクの大容量の記憶領域を使うことでソフトとして完成する予定だったのだが、拡張用のソフトである「デザエモンDD」はランドネットのサイト内で発売予定には上げられていたものの、64DDの不振などにより結局発売されることは無かった。本体に64DDを接続した状態であれば、チュートリアルに拡張の内容についての項目が追加され、その内容を知ることができる。NINTENDO64マウスに対応しており、コントローラコネクタ2に差せば使用することができる。
システム全体は『レイストーム』をモチーフとしている（高さの概念やロックオンレーザーなど。チュートリアルでも「例のストーム」と言及）。サンプルゲームの「SOLID GEAR」についても、『レイストーム』を意識している。
サンプルは上記SOLID GEARとコミカルな「USAGIさん」の二つ。また隠しサンプルとして、他タイトルで収録されていた「RAMSIE」の3D版を収録。

### デザエモン Kids!
機種は、PlayStation。2008年3月21日に、ゲームアーカイブスでも配信された。
初心者でも使いやすいように、サンプルでそのまま使える画像や、オンラインヘルプ機能が搭載されている。また、カラー数は256色固定（パレットの変更はできない）となり、初心者に分かりやすい様にしてある。また、簡単化のため、従来のデザエモンに搭載されていた雑多な機能を削除し、シューティングゲームでよく使われる機能のみに絞ってある。従来のデザエモン全てに搭載されていた作曲機能も削除されており、サンプルの曲もしくは、音楽CDの曲を使用してBGMとして鳴らすのみとなっている。別途MIDI音源などを使用して、CD-DA方式で音楽をCD-Rに記録すれば、自作の音楽を使用することも可能である。
なお、前述の通りSuperLite 1500で後に廉価販売されたが、通常版とのセーブデータの互換性はない。
コンテストに応募された作品などが別途多数収録されている。

## 備考
デザエモン内にある制作ツールには名前が存在し、それらは既存のソフトウェア名をもじったものである。